# Urbà II
Urbà II, (±1035 Châtillon-sur-Marne – Roma, 1099), nascut Otó de Chantillon o Eudes de Lagery, va ser el 159è papa de l'Església Catòlica durant onze anys entre 1088 i 1099. És conegut per predicar la Primera Croada a l'Orient, encara que va morir abans de la culminació d'aquesta amb la conquesta de Jerusalem. També va establir la Cúria Romana en la seva forma actual.

## Joventut
Va néixer amb el nom d'Otó o Eudes, a l'entorn de l'any 1035 en una modesta família de cavallers, d'un senyor feudal dels comtes de Champagne, senyor de Binson. Va rebre el primer ensenyament a l'escola de la catedral de Reims. Hi va continuar la carrera eclesiàstica com canonge i després arxidiaca. Devers l'any 1070 va decidir ingressar a l'Orde benedictí. Sota la influència del seu mestre, Bruno de Colònia, va ingressar en el monestir de Cluny, i amb el temps en va esdevenir el prior. El 1078, Gregori VII el va intimar a Itàlia, on va ser nomenat cardenal bisbe d'Òstia i va esdevenir conseller papal.
Otó va destacar des del primer moment com un dels més ferms defensors de les reformes gregorianes, especialment des de les posicions com a diplomàtic de Roma a França i Alemanya que va ocupar entre el 1083 i el 1085. Va encarar l'emperador d'Alemanya per primera vegada el 1083, quan Enric IV el va fer empresonar durant un breu període. Destacat a Saxònia el 1085, es va encarregar de posar partidaris de Gregori a la majoria dels seus.
Se'l veia com un dels papables encara que a la mort de Gregori VII, el 1086, es va escollir l'abat de Montecassino, Desideri que va prendre el nom de Víctor III durant un papat d'amb prou feines dos anys. Otó s'hi havia enfrontat en un principi, però poc abans de morir Victor III l'havia recomanat com successor.
A Roma governava l'anomenat antipapa Clement III, nomenat per l'emperador Enric IV. Per això, els cardenals no hi poden anar i es van aplegar a Terracina, una ciutat costenca uns cent quilòmetres al sud de Roma, on van ser protegits per l'exèrcit normand. Va ser escollit papa per unanimitat el 12 de maig del 1088. Va escollir el nom d'Urbà II.

## Ascens al papat i lluites de poder
Des del primer moment, Urbà II es va manifestar com un estricte continuista de la política duta a terme per Gregori VII. Al seu primer acte oficial va dir que «tot el que ell rebutja, jo rebutjo, el que ell condemna, jo ho condemno, el que ell estimava, jo ho abraço, el que ell considerava verdader, jo ho confirmo i ho aprovo». La seva arribada a Roma es va veure complicada per la forta oposició d'Alemanya i l'antipapa Climent III, que havia ocupat la ciutat. Va obtenir l'ajuda dels normands de Roger I de Sicília després d'una visita llampec a Sicília, que li va permetre entrar definitivament a Roma, encara que va haver de combatre durant tres dies contra les tropes de l'antipapa abans de poder entrar a l'església de Sant Pere. Durant aquest difícil accés va excomunicar Climent III i el seu aliat, l'emperador Enric IV.
En els anys següents va tractar de recuperar la seva antiga esfera d'influència a Alemanya, en clara confrontació amb l'emperador. Per això, va casar l'anciana contesa vídua Matilde de Toscana amb el comte Güelf de Baviera, de divuit anys, en esperar que s'aliés en la guerra contra Enric IV al nord d'Itàlia. També va sancionar que no es podia obligar eclesiàstics a jurar fidelitat a autoritats laiques, cosa que tindria grans conseqüències en segles posteriors. A pesar d'aquests esforços, el 1089 es va veure obligat a deixar Roma, que va tornar a ser ocupada per Climent III, i va passar els tres anys següents convocant diversos sínodes a Amalfi, Benevent i Troia, en les quals es van adoptar mesures contra la simonia, la llei d'investidures i el matrimoni d'eclesiàstics. El 1093 es va afiliar a la Lliga Llombarda per obtenir ajuda per a coronar com a rei dels Romans Conrad, fill d'Enric IV, mitjançant la qual aquest tractava d'arrabassar el govern d'Itàlia al seu pare.
L'any 1095, Urbà II va excomunicar també el rei Felip I de França, pel fet que aquest havia repudiat la seva esposa Anna de Kíev per casar-se a continuació amb Bertrada de Montfort. Va prohibir a investidura temporal i que els sacerdots i bisbes retin homenatge al poder civil. El papa quedava enfrontat als dos monarques més poderosos d'Europa del moment.

## La croada

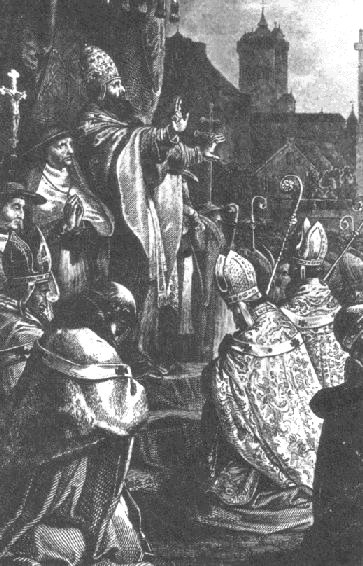
Proclamació de la Primera Croada per Urbà II al concili de Clermont
(il·lustració imaginària per de Gustave Doré al)

La idea d'una aliança militar entre tots els països de l'Europa cristiana amb l'objectiu d'atacar un enemic comú, fins aleshores inaudita, va començar a gestar-se el març de 1095, durant el concili de Piacenza. Davant d'una nodrida concentració de bisbes francesos, borgonyons i italians (el seu nombre era tal que la reunió va haver de fer-se als afores de la ciutat), Urbà II va rebre la visita d'un ambaixador de l'emperador romà d'Orient Aleix I Comnè, que demanava ajuda contra els turcs seljúcides. Aquest havien derrotat els romans d'Orient en la batalla de Mantziciert (1071) i a partir del 1073 havien pres el control de l'interior d'Anatòlia, que fins aleshores havia sigut la principal àrea de producció de cereals, cavalls i genets de l'Imperi. Des d'allà amenaçaven l'hegemonia romana d'Orient de la península.
Urbà no es va limitar a garantir la seva ajuda als romans d'Orient i ben aviat va concebre la idea d'arrabassar Jerusalem i el resta de Terra Santa als selèucides, ficant-los sota el control dels europeus occidentals. El novembre del 1095 va convocar el Concili de Clermont per presentar el seu projecte. Hi van assistir en la seva major part clergues d'origen francès. Cercava resoldre el difícil problema de la pau a la cristiandat occidental, turmentada des de més d'un segle per les guerres feudals amb les múltiples depredacions, en detriment de la població indefensa i del patrimoni de l'església. Veia una solució en crear un enemic comú, els «sarraïns» que ocupaven la terra santa.
Els assistents es van deixar seduir pel seu discurs, al qual va pretendre entre altres coses que Déu havia escollit França com a guia de la cristiandat per alliberar les terres sagrades de Canaan del domini dels infidels musulmans. Va prometre a tothom que hi participés que veuria perdonats els seus pecats i seria recompensat a la seva arribada a Palestina amb terres fèrtils d'aquesta, riques en llet i mel. Quan va preguntar als assistents, si posarien la seva espasa al servei de Déu, tota l'audiència va respondre amb el crit «Dieu le veut!» (‘Déu ho vol!’).

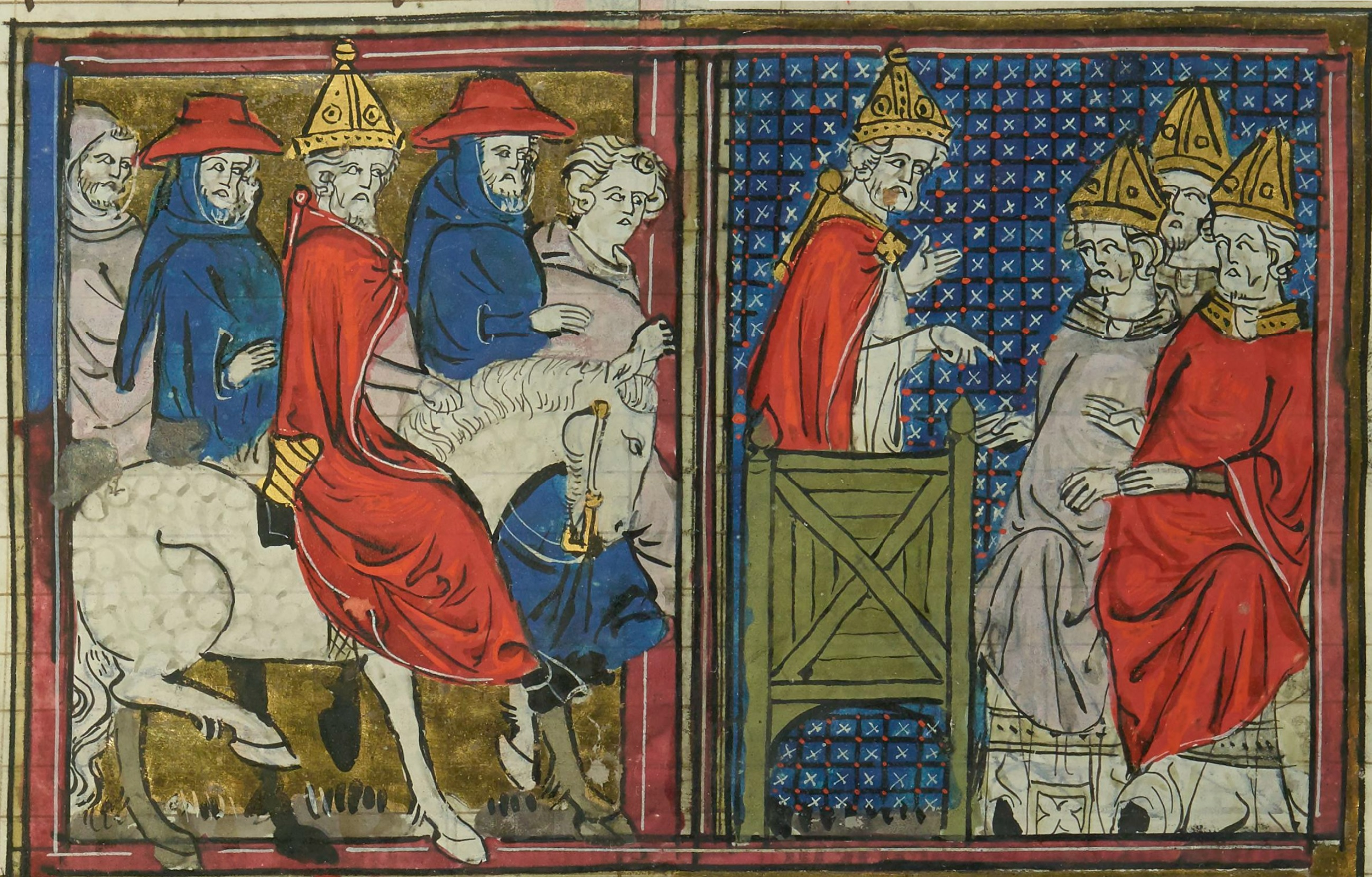
El papa Urbà II i Jofré de Bouillon representats en una vitrina

A l'any següent va marxar una nodrida expedició de cavallers, soldats, clergues, i camperols europeus cap a Orient. La majoria eren francesos (raó per la qual el francès es convertiria en la llengua franca dels croats i els seus futurs estats al Pròxim Orient), encara que també hi havia normands, lorenesos i flamencs en gran nombre. Dirigits per Jofré de Bouillon, Balduí de Flandes, Robert II de Normandia i Ramon de Tolosa entre d'altres, els croats van arribar a Constantinoble, van prendre Nicea i van expulsar lentament als turcs d'Anatòlia fins a arribar a Antioquia que va ser tornada als romans d'Orient i gràcies a això van continuar sent la potència hegemònica en Orient i un cop reconquerida aquesta van marxar cap al sud per assetjar Jerusalem, l'objectiu de la croada. Urbà II va procurar mantenir-se informat dels avanços de l'empresa tan aviat com fos possible. Els croats van conquerir Jerusalem el 15 de juliol de 1099, però la notícia encara no havia arribat a Roma quan Urbà II hi va morir el 29 de juliol del 1099. El benedictí toscà, Raniero de Bieda va ser escollit com a successor el 13 d'agosto, i va prendre el nom de Pasqual II.

## Transfer de Sicília i Campània del patriarcat de Constantinoble al de Roma
Quasi tan arriscada com la proclamació de la Primera Croada va ser la política d'Urbà II de convertir al catolicisme romà el sud de la península Itàlica i Sicília, on tot i que la majoria dels habitants ja eren cristians, reconeixien com a autoritat el patriarca de Constantinoble i no pas el papa. Seguien el ritual grec en lloc del llatí.
L'objectiu era d'expulsar l'Església Ortodoxa i sotmetre la regió a l'autoritat de Roma. Urbà II hi va reeixir gràcies a les seves bones relacions amb els normands que administraven la regió. Aquests es van reforçar a partir del 1098 en concedir noves prerrogatives extraordinàries al rei Roger I, que el van capacitar entre altres coses per nomenar bisbes i cobrar els delmes de les esglésies construïdes en la regió. Aquest poder va convertir Roger en una mena de delegat del papa a les seves terres, i amb el temps això conduirà els reis de Nàpols i Sicília a ser considerats com mers feuaters papals. Això influiria fortament en els posteriors enfrontaments entre França i Aragó pel domini del territori.
A Sicília es van construir moltes esglésies, es van crear noves diòcesis i es va definir una nova jerarquia eclesiàstica local des de zero. Per la seva part, Adelaida de Montferrat, l'esposa llombarda de Roger I, va dirigir personalment l'emigració de camperols de la vall del Po a la zona est de l'illa fins aleshores poc poblada.

## Beatificació
Hi ha certs indicis d'un culte a la figura d'Urbà II que hauria començat poc després de la seva mort. Per exemple, entre les figures dibuixades a l'absis de l'oratori del palau del Laterà, construït per Calixt II, se'n pot veure un retrat sota el qual s'escriu de Sanctus Urbanus Secundus («Sant Urbà II»). Dita figura apareix coronada per un núvol quadrat i situat als peus de la Mare de Déu. Va trigar fins 1878, quan l'arquebisbe de Reims va obrir la causa de beatificació el 1878. El 14 de juliol del 1881, el Lleó XIII el va beatificar.